# 普商工農
普商工農（ふしょうこうのう）とは、日本の高等学校の学科間の序列を行う言葉である。それぞれの文字は普通科、商業科、工業科、農業科の略であり、この順番で高校の序列が行われているということである。このことから農業科というのは偏差値による序列化では一番下ということとなり、学業成績の悪い人が農業に従事するという固定観念も生まれてきた。高校の中途退学率を見てみれば普商工農とは逆に、中途退学率が逆に高い順に農工商普となっていると見ている識者が多い。これは中学校における進路指導において、偏差値による振り分けが行われていることに問題が潜在し、中途退学者の多い高校というのは中学校段階において主体的かつ積極的な志望を持たず不本意入学であるからである。